# Socialisti Democratici Italiani
Socialisti Democratici Italiani (SDI), "Italienska demokratiska socialister", var ett litet socialdemokratiskt politiskt parti i Italien, grundat den 10 maj 1998. Partiet efterträdde Socialisti Italiani (SI), som i sin tur var Italienska socialistpartiets efterträdare. SDI upplöstes den 5 oktober 2007.